# 草薙柴舟
草薙 柴舟（くさなぎ さいしゅう、Saisyu Kusanagi）は、SNKおよびSNKプレイモアの対戦型格闘ゲーム『ザ・キング・オブ・ファイターズ』シリーズに登場する架空の人物。

## キャラクター設定
草薙京の父親であり、先代の草薙流伝承者。京が15歳の時に柴舟を破ったため、伝承者の座を譲り、武者修行の旅に出ていた。暗緑色の和服と白い地下足袋、赤い篭手を付けて戦う。和服の両袖と背中には、草薙流伝承者であったことの証である金の「日輪の紋」が入っている。
『ザ・キング・オブ・ファイターズ』（以下『KOF』）の一作目である『KOF'94』（以下『'94』）の主人公チーム（京、二階堂紅丸、大門五郎）のストーリーデモで初登場するが、1人の格闘家としてルガール・バーンシュタインに挑み、敗北。空母「ブラックノア」内の壁に瀕死の状態でもたれかかっていたところ、大会に優勝してブラックノアに案内されてきた京たちと出会い、京に後のことを託す。『'94』ではチームストーリーなどの事前情報に柴舟の存在が一切出てきていない。『'94』稼動後も名前が公表されなかったため、『KOF'95』稼動までは「キョーヤジ」（草薙京の親父の意）と呼ばれていた。
なお、サイトロン・レーベルよりリリースされた『'94』の攻略ビデオでは、紅丸から大会に詳しいことを指摘された京が「親父も昔はこの大会（「キング・オブ・ファイターズ」）に参加していた」「毎回大会の主催者が違うことなどを教えられたが、特に今回の主催者・『R』には気を付けろと言っていた」と語るシーンがある。
『KOF'95』（以下'95』と表記）では中ボスとして登場する。ルガールとともに、隠しコマンドを入力することで使用可能。前作での戦闘で死んだと思われていたが、サイボーグ手術を受けて復活したルガールにより、洗脳を施された。ルガールの尖兵として大会優勝チームの前に立ち塞がる。主人公チームでストーリーを進めると、京は「親父が生きているはずがない」と困惑する。また、ライバルチームでストーリーを進めると「八神の小せがれか」「あのはなたれぼうずが」と、幼い頃の庵を知っていることを示す発言をする。なお、設定上では洗脳・復活の際にオロチの力を用いたとされているが、柴舟は戦闘時に草薙流の技しか使わない。優勝チームに敗れた後は正気を取り戻し、ルガールの敗北と前後して自力で脱出し、無事に生還している。
その後は（公式ストーリーにおいては）『KOF2001』のエンディングまで登場しない。『'95』の主人公チームのエンディングで、独自にオロチ一族と戦うことを匂わせる発言をしているが、行方不明になっている間に何をしていたのかは不明。小説版でも『KOF'97』（以下『'97』と表記）の時点で柴舟が草薙家に戻ってきていないことが明かされている。ただし、『'97』と同時間軸の作品である『KOF京』ではKOF開催以前にすでに草薙家に戻ってきている。なお、『KOF XII』の京のストーリーでは柴舟が京に伝承者の座を譲ってから自由気ままに暮らしており、オロチとの戦いを息子に全て任せていたことから、京は柴舟が堅苦しい伝承者の座を降りるためにわざと負けたのではないかと回想している。
『KOF'98』（以下『'98』と表記）では、「おやじチーム」として3年振りに参戦。チームメイトであるタクマ・サカザキとは旧知の仲であることが『'94』にてタクマが主人公チームに勝った際の勝利メッセージで判明しているが、同じくチームメイトとなったハイデルンとの間柄は不明。『'98』以降は、対戦前のデモで息子に相手にされず、「無視か!」と叫んだり、勝利ポーズで「熱かったか?」と相手を気遣って見せたりなど、茶目っ気を見せている。
『KOF2001』では日本チームのエンディングで登場。落ち込む矢吹真吾の前に登場し、彼を弟子にした模様。『KOF2003』で真吾は新技（ただし我流扱い）を身に付けたほか、稀に発火現象を起こすようになった。草薙流が門外不出であるにもかかわらず、真吾を弟子にした理由は謎である。
カプコンの『ストリートファイター』シリーズの主人公であるリュウのことを知っており、『CAPCOM VS. SNK』シリーズでは京が柴舟からその話を聞いたことが明かされている。
『KOF'94 RE-BOUT』では、エディット専用の追加キャラクターとして登場。同作品誕生の契機となったKOF10周年記念サイトの1コーナー「ワシらにまかせろ!」からの流れで参戦が決定した。ただし、基本は『'94』の流れを汲むため、主人公チームでストーリーを進めると、ブラックノアで瀕死の柴舟が登場することに変わりはない。なお、『KOF』10周年記念サイトのコーナー「ワシらにまかせろ!」では藤堂竜白とも知り合いであるような描写が存在する。
『KOF R-2』では草薙流チームとして参戦。デフォルトチームで京とチームを組んでいるのはこの作品のみ。
『KOF NEOWAVE』では混合チームとして参戦。技性能だけでなく防御力の高さなどの総合面において、対戦ダイヤグラムの上位に位置している。
PlayStation版『KOF京』に登場する草薙蒼司と草薙葵の兄妹は、柴舟の甥と姪である。

## ゲーム上の特徴
使用する必殺技は、息子の京と同じものもあるが、それぞれの技の性能は京のものとは微妙に異なるほか、柴舟独自の技もあり、京とは異なる戦法を取る。『'95』では、ゲーム全体の攻撃力が高いこともあり、一回の連続技で体力ゲージの半分以上を奪うこともできる。モーションが前方ダッシュと同じでしゃがみガード不可の「四百弐拾七式・神懸」の性能が高い（『'98』では性能が弱化した）。『'98』では、「百八式・闇払い」の隙が増えたが、新技が追加されたほかに、超必殺技の「裏百八式・大蛇薙」が連続技に組み込めるようになり、使いやすくなった。また、一部の通常技は、『'97』で登場する矢吹真吾のそれに継承されている（遠距離立ち強キックや空中吹っ飛ばし攻撃など）。

## 技一覧

### 通常投げ
- 燧槌
- 一刹背負い投げ

### 特殊技
- 外式・轟槌
- 外式・頭椎

### 必殺技
- 百八式・闇払い
- 百式・鬼焼き
- 百拾式・鉈車
- 四百弐拾七式・神懸
- 七百弐拾式・炎重

### 超必殺技
- 裏百八式・大蛇薙
- 千百弐拾七式・都牟刈
- 弐百七拾五式・薙鎌

### その他
- 草薙の陣

## 登場作品
- ザ・キング・オブ・ファイターズ'94 - オリジナル版は中間デモのみ、リメイク版『RE-BOUT』では参戦。
- ザ・キング・オブ・ファイターズ'95 - 中ボス、隠しキャラクター。
- ザ・キング・オブ・ファイターズ'98 - おやじチーム。
- ザ・キング・オブ・ファイターズ京 - イベントで登場、バトルゲームでは隠しキャラクター。
- ザ・キング・オブ・ファイターズR-2 - 草薙流チーム。
- ザ・キング・オブ・ファイターズ2000 - 草薙京のマニアックストライカー。
- ザ・キング・オブ・ファイターズ NEOWAVE - 混合チーム。

## 他のメディアでの柴舟
小説版
『'95』（いさき玲衣著）ではルガールに洗脳された状態で「仮面を被った正体不明の男」として登場するため名前は出ず、京の回想シーンでもほぼ「父」としか表記されていないが、一ヶ所のみ名前が登場するシーンでは「草薙紫舟（ししゅう）」と表記されている。
『'98』のコメディ編である『最大多数の最大幸福』では、京がオロチと戦っている間、何一つ手助けせずに放浪して全てが終わった後にひょっこり帰ってきたことを京に激怒されて一方的な攻撃を受け、パーフェクト負けした。なお、その際に妻のことでのろけて見せたことから、妻を亡くしているタクマとハイデルンからも「幸せボケしている」と見捨てられてしまう。
その他
2010年にアメリカで製作された実写映画版『ザ・キング・オブ・ファイターズ』では、ヒロ・カナガワが演じている。同作では「草薙剣（くさなぎのつるぎ）」を守護する草薙一族の末裔として「KOF」の優勝者に次元の覇者たる三種の神器の力を与える役目を持ち、同時に優れた格闘家して十年前まで「KOF」の王座を守っていた。十年前、「KOF」に優勝したルガールの邪悪さを見抜き力を与えることを拒むも敵わず、更にはルガールを倒そうとする余りに異次元に封じられた悪しき魂・オロチの力に呑まれた八神庵が暴走したことで瀕死の重傷を負い、精神的にも大きなダメージを受けて廃人同然の状態となってしまう。その後は京に見守られながら入院生活を送っていたが、庵との再会によって錯乱状態に陥り、オロチの力に手を出した庵への怒りの言葉を叫び死亡するという末路を辿る。なお、格闘スタイルについては語られておらず、十年前の時点では空手着姿だった。

## キャスト

### 声優
- 新居利光（KOF'94 RE-BOUT、KOF'95、KOF京）
- 逆木圭一郎（KOF'98、KOF2000、KOF NW）
- 中西としはる（実写映画版『ザ・キング・オブ・ファイターズ』日本語吹き替え）
- 山岸治雄（3DCGアニメ『THE KING OF FIGHTERS :DESTINY』、アプリ『THE KING OF FIGHTERS ALLSTAR』）

### 俳優
- ヒロ・カナガワ（実写映画版『ザ・キング・オブ・ファイターズ』）

## 関連人物
- 草薙京 - 息子
- 草薙静 - 妻
- 草薙蒼司 - 甥
- 草薙葵 - 姪
- 八神庵 - 八神（八尺瓊）一族の息子
- 矢吹真吾 - 弟子、『KOF NW』のチームメイト
- タクマ・サカザキ - 旧友、『KOF'98』のチームメイト
- ハイデルン - 『KOF'98』のチームメイト
- ルガール・バーンシュタイン - 敵対関係
- クーラ・ダイアモンド - 『KOF NW』のチームメイト